# Skarvøyna
Ne doit pas être confondu avec Skarvøyna (Lindås) ou Skarvøyna (Øygarden).
Skarvøyna est une île norvégienne du comté de Hordaland appartenant administrativement à Øygarden.

## Description
Rocheuse et désertique, elle s'étend sur environ 568 m de longueur pour une largeur approximative de 415 m. 